# Simbolismo ruso
El simbolismo ruso fue una corriente principalmente literaria que se dio en Rusia a fines del siglo XIX y en la primera década del XX, en cierto modo paralela al modernismo literario hispanoamericano y español. Brilló en especial en la poesía lírica, la teoría del arte y la filosofía. Destacan entre sus miembros más importantes Vladímir Soloviov, Vasili Rózanov, Dmitri Merezhkovski, Valeri Briúsov, Zinaída Guíppius, Konstantín Balmont, Fiódor Sologub, Andréi Bely, Viacheslav Ivánov y Aleksandr Blok.

## Historia
Su origen puede señalarse en una conferencia de Dmitri Merezhkovski (1866–1941) impartida en 1892, más tarde publicada con el título de Sobre las causas de la decadencia y nuevas tendencias en la literatura rusa moderna. Luego aparecieron entre 1894 1895 tres libros antológicos de poesía bajo el título de Los simbolistas rusos, aunque el autor de la mayoría de los poemas era Valeri Briúsov (1873–1924), quien los había firmado bajo seudónimos para ofrecer la sensación de que existía ya una corriente colectiva literaria. Su estrategia rindió fruto y pronto se unieron a él otros autores, dividiéndose en dos grupos distintos: 
- Promoción de los simbolistas mayores, de 1890.
- Promoción de los simbolistas menores, de 1900.

Asimismo se establecieron grupos en dos ciudades distintas: Moscú y San Petersburgo que más tarde se unieron en el escenario cultural como un movimiento literario identificado con el simbolismo mayor. Al margen hay que citar al grupúsculo del decadentismo, pequeño pero significativo, representado por Aleksandr Dobroliúbov y Fiódor Sologub.

## Simbolismo mayor

### Círculo de Moscú
En Moscú se organizaron círculos de estudio del simbolismo francés y de la filosofía irracionalista occidental, en especial Schopenhauer y Nietzsche, en la última década del siglo XIX. En este círculo figuran Valeri Briúsov, Konstantín Balmont, Serguéi Poliakov y Jurgis Baltrušaitis. Estos formaron la corriente intuitivo-individualista del simbolismo, cuyo teórico mayor fue Briúsov. Para ellos el objetivo del arte es expresar “el movimiento del alma” del poeta y revelar la forma intuitiva el misterio del mundo. A finales de siglo se crea en Moscú la editorial Escorpio (1899-1916) y surge el almanaque Las flores nórdicas que dirige Briúsov desde 1903 y en 1904 la revista Libra con el objetivo de unir a todos los miembros del “arte nuevo”.

### Círculo de San Petersburgo
Otro grupo simbolista se reúne en San Petersburgo, liderado por Dmitri Merezhkovski, Zinaída Guíppius y Nikolái Minski. Merezhkovski edita la revista neocristiana Nuevo camino (1903-1904), que luego se refunda como Las cuestiones de la vida. Para estos autores el simbolismo era una forma de unir paganismo y cristianismo, espíritu y carne en una especie de religión futura.

## Simbolismo menor
El simbolismo menor se dio en la primera década del siglo XX, también dividido en dos grupos literarios reunidos en San Petersburgo y en Moscú.
En San Petersburgo, Merezhkovski y Guíppius escribieron libros y levantaron una casa-iglesia en San Petersburgo que llegó a ser uno de los más poderosos centros de vida espiritual de entonces, fundando la Escuela de la nueva conciencia religiosa.
En Moscú se formó el "Grupo de los argonautas", compuesto por Serguéi Soloviov, Andréi Bely, Aleksandr Blok y Ellis Kobylinski. Difundían sus obras en la revista El vellocino de oro (1906-1909), donde ejercían además la crítica literaria. Este grupo intentaba superar el individualismo extremo y el subjetivismo, decadentismo y esteticismo distante de los simbolistas mayores y dio nombre a los "simbolistas menores".

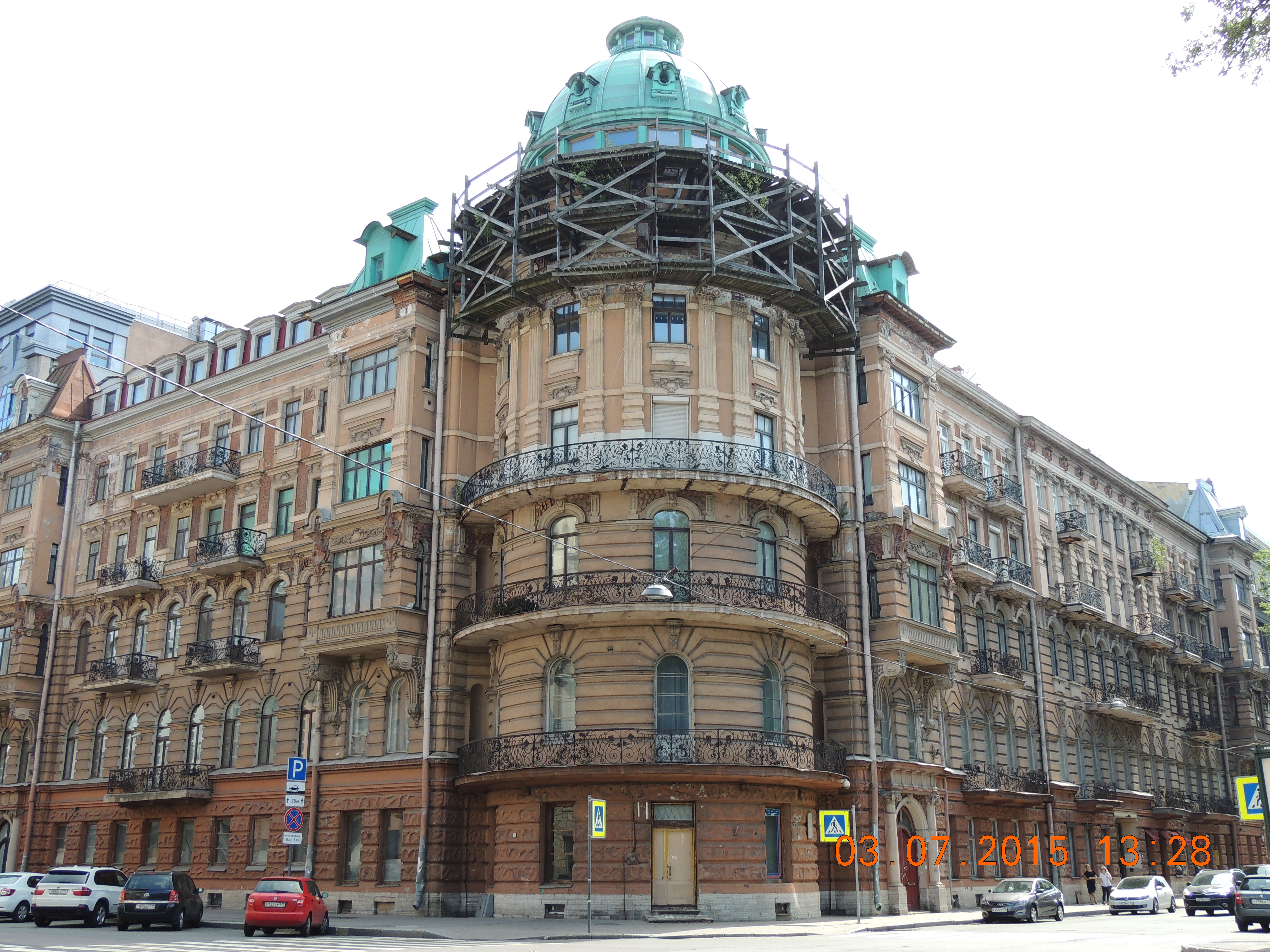
La casa en la calle Tavrícheskaya, 25 (hoy 35) de San Petersburgo con La Torre

Los argonautas pasaron en 1905 de la casa moscovita de Serguéi Soloviov, al piso de la calle Tavrícheskaya en San Petersburgo, donde vivían Viacheslav Ivánov y su mujer Lidia Zinóvieva-Annibal, situada en el último piso con una torre que dio nombre a la nueva tertulia simbolista: “La Torre”, que congregaba los miércoles a filósofos, científicos, artistas, actores, escritores y músicos. Pretendieron crear una fraternidad universal que no llegó a constituirse envuelta en constantes polémicas en la revista Libra (1906-1909), en la revista Obras y días (1912), en la revista Testamento (1914) y en la colección literaria Notas de los soñadores (1920-
1921).
Fuera de estos autores, hubo otros que, frecuentando este grupo, no llegaron a militar estrictamente en él. Se trata de Fiódor Sologub (pseudónimo de Fiódor Kuzmich Tetérnikov) (1863-1927), Aleksandr Dobroliúbov (1876-1943), Innokienti Ánnienski (1855-1909), Vladislav Jodasévich (1886-1939), Maksimilián Voloshin (1877-1932) y Mijaíl Kuzmín (1875-1936).

## Temas
Según Svetlana Maliávina, arrinconan la temática social por los contenidos místicos y trascendentales, por el elitismo y una especie de "torre de marfil" modernista: "Los temas sociales, cívicos, que estaban en el centro de atención de las generaciones anteriores, se reemplazan categóricamente por los temas existenciales: la vida, la muerte, Dios. La sensación de “fin de siécle”, la destrucción inevitable de este mundo, la pulsión de muerte (especialmente expresada por Sologúb: la muerte es su única amiga, su amante fiel), el culto del individualismo extremo (del primer período del modernismo), el desafío por cambiar la vida de la filosofía mística de la primera década del siglo), el presentimiento de la predestinación perecedera de la cultura, expuesto en términos neoeslavófilos de la “poesía pura” son los rasgos infalibles de esta poesía que se proyectan siempre en categorías universales y apocalípticas libres de cualquier matiz concreto y social". Igualmente dejan de lado los temas de la naturaleza y la aldea rusa, tradicionales de la poesía anterior, por los urbanos, en la línea de Baudelaire y Verhaeren. También muchos poetas buscan lo diferente, lo exótico, en un escapismo típico (Balmont escribe libros y artículos sobre el México de los aztecas, Egipto, Polinesia, lugares a los que le llevaron sus viajes) o a otros tiempos (Briúsov dedicaba sus versos a los héroes de las Antiguas Grecia y Roma, y a su mitología; Kondrátiev añade la mitología del oriente antiguo, Soloviov, Ivánov, Ellis y otros, la cristiana). Y los obsesiona la pérdida de la armonía interior.

## Estilo
Según Maliavina, renovaron profundamente la métrica: a los cinco metros sílabo-tónicos que se utilizaban a finales del XIX, fueron añadidos nuevos metros tónicos y volvieron a sonar los metros arcaicos y casi olvidados de la poesía clásica rusa. Además descubrieron el verso libre que permitía cambiar el metro varias veces dentro de un solo verso,
aunque este fuera breve, dependiendo del cambio de la situación, del ánimo, del sentimiento —el modelo se halla en la "Máscara de nieve" de Blok. Para enfatizar y destacar una palabra concreta, Bely corta por vez primera en la poesía rusa el verso, colocando las palabras en forma de escalera, abriendo el camino a la libertad tipográfica de las vanguardias. Esta auténtica revolución versificatoria preparó el descubrimiento de la prosa poética (Bely) fundada en principios rítmico-musicales. Los libros poéticos de estos poetas están llenos de sonetos (Ivánov,
Voloshin, Briúsov, Balmont), tercetos (Sologub), baladas francesas (Briúsov), sextetos italianos (Balmont). Con ello, la poesía rusa declara su afiliación a la tradición poética europea.
Ivánov, Bely y Briúsov estudiaron el verso desde el punto de vista de la crítica literaria: Briúsov publicó en 1918 su investigación de este problema, Pruebas de la métrica y rítmica, eufonía y consonancia, estudio de las estrofas y formas
Asimismo se creó un nuevo estilo, en que la palabra no se elige tanto por su significado como por lo que sugiere, por su poder evocativo. "EI objetivo del simbolismo es hipnotizar al lector por una fila de imágenes colocadas una tras otra, provocar en él un cierto estado de ánimo”, escribió Briúsov en la Introducción a la primera edición de Los simbolistas rusos. Se usan símbolos, y se gusta de la polisemia y la ambigüedad deliberada, la máxima variedad de interpretaciones y significados: “Un símbolo es un símbolo verdadero sólo cuando es inabarcable en su significado” (Ivánov). Sólo un símbolo semejante puede servir para cumplir aquel objetivo grandioso y utópico que se planteaba el simbolismo: la teúrgia, la sacralización de la realidad, su elevación hacia las normas ideales y universales. Además el léxico de la poesía simbolista está muy marcado: para determinar que el poema pertenecía a la corriente nueva bastaba con llenar el texto con palabras como “eternidad”, “abismo”, “misterio”, “sombra”, “hechizo”, "éxtasis” o “tristeza” y con adjetivos como “blanco”, “lila”, “último”, “incomprensible”, “fatal”, “extraño”. Con este “diccionario simbolista”, el poema se percibía como tal. Esto provocó tal cansancio que una corriente poética posterior, el acmeísmo, volvió a lo cotidiano, concreto y unívoco. 
Maliávina afirma que los procedimientos más utilizados fueron:
- La simple repetición rítmica de términos.
- Sustantivación de los adjetivos
- Preferencia de lo abstracto por lo concreto
- Uso de metáforas y símbolos
- Gusto por la alusión y el oxímoron
- Búsqueda de la musicalidad, de la armonía sonora, mediante el ritmo, la aliteración, la paronomasia